# Década de 1710
Séculos: (Século XVII - Século XVIII - Século XIX)
Décadas: 1660 1670 1680 1690 1700 - 1710 - 1720 1730 1740 1750 1760
Anos: 1710 - 1711 - 1712 - 1713 - 1714 - 1715 - 1716 - 1717 - 1718 - 1719